# Connarus whitfordii
Connarus whitfordii là một loài thực vật có hoa trong họ Connaraceae. Loài này được Merr. mô tả khoa học đầu tiên năm 1909.